# Tonquin Valley
La Valle di Tonquin (in inglese: Tonquin Valley) è una valle che si trova nel Jasper National Park in Alberta, una delle province del Canada.